# Nicolaas van Delft
Nicolaas van Delft (vijftiende eeuw) was burgemeester van Brugge.

## Levensloop
Van Delft behoorde tot een notabele Brugse familie. Hij trouwde met Catherine Lanchals, een dochter uit het eerste huwelijk van schout Pieter Lanchals met Catherine van Nieuwenhove.
In 1485 werd hij raadpensionaris van de stad Brugge, maar werd op 9 maart 1488 afgezet. Dit was tijdens de periode van de gevangenschap in Brugge van Maximiliaan van Oostenrijk. Hij behoorde tot degenen die door de volkswoede achtervolgd werden. Twee kanunniken van de Sint-Donaaskerk hadden hem onderdak verschaft, maar hij werd toch gevonden en gearresteerd. Zoals anderen werd hij op de pijnbank gelegd. Hij bekende enkele dagen voordien te hebben gedineerd met de voortvluchtige Pieter Lanchals in het klooster van de augustijnen, dat gevolg hiervan grondig maar vruchteloos werd doorzocht.
Hij werd op 14 maart 1488 ter dood veroordeeld en besteeg onmiddellijk het schavot op de Markt van Brugge. Hij smeekte om genade en de volksmassa verleende die. 
Kort daarna werd Maximiliaan vrijgelaten en, eenmaal hij Brugge verlaten had, hernam hij weer de bovenhand bij het benoemen van de stadsmagistraat. Op de ongewone datum van 9 december 1490 werd Nicolaas van Delft benoemd tot burgemeester van de schepenen, wat hij bleef tot aan de vernieuwing van 2 september 1491, toen de opstandige Bruggelingen weer de bovenhand kregen. Daarna werd niets meer over hem vernomen.
Van Delft was een van de uitvoerders en tevens een van de begunstigden van het testament van Pieter Lanchals.
In 1484 werd hij lid van de Edele Confrérie van het Heilig Bloed, maar werd er nooit proost van.

## Bron
- Stad Brugge, Register van de Wetsvernieuwingen.